# Villa Il Gioiello
Villa Il Gioiello è una villa di Firenze in via del Pian dei Giullari 42, celebre per essere stata una delle residenze di Galileo Galilei, che vi visse dal 1631 fino alla morte, nel 1642. È chiamata anche Villa Galileo (da non confondere con l'altra dimora di Galileo a Firenze, che invece è in Costa San Giorgio, né con la villa a Bellosguardo).
È di proprietà del Demanio dello Stato ed è affidata all'Università di Firenze. La Villa fa parte del Sistema Museale di Ateneo.

## Storia

### Origini
Il nome "Il Gioiello" le fu dato grazie alla sua favorevole posizione sulle colline di Arcetri, vicino alla Torre del Gallo. Si trattava di una casa da signore con qualche ettaro di podere e una casa da lavoratore. Nel catasto del 1427 è registrata come di proprietà di Tommaso di Cristofano Masi e dei suoi fratelli. In seguito passò ai Calderini e nel 1525 si trova citata per la prima volta come "Il Gioiello". Durante l'assedio di Firenze, tra il 1529 e il 1530, tutta la zona di Arcetri e Pian dei Giullari venne occupata dalle truppe imperiali e la villa e il suo podere subirono dei danni. I Calderini vendettero poco dopo ai Cavalcanti, che ricostruirono la casa da signore nelle semplici linee che ancora oggi conserva.

### Galileo

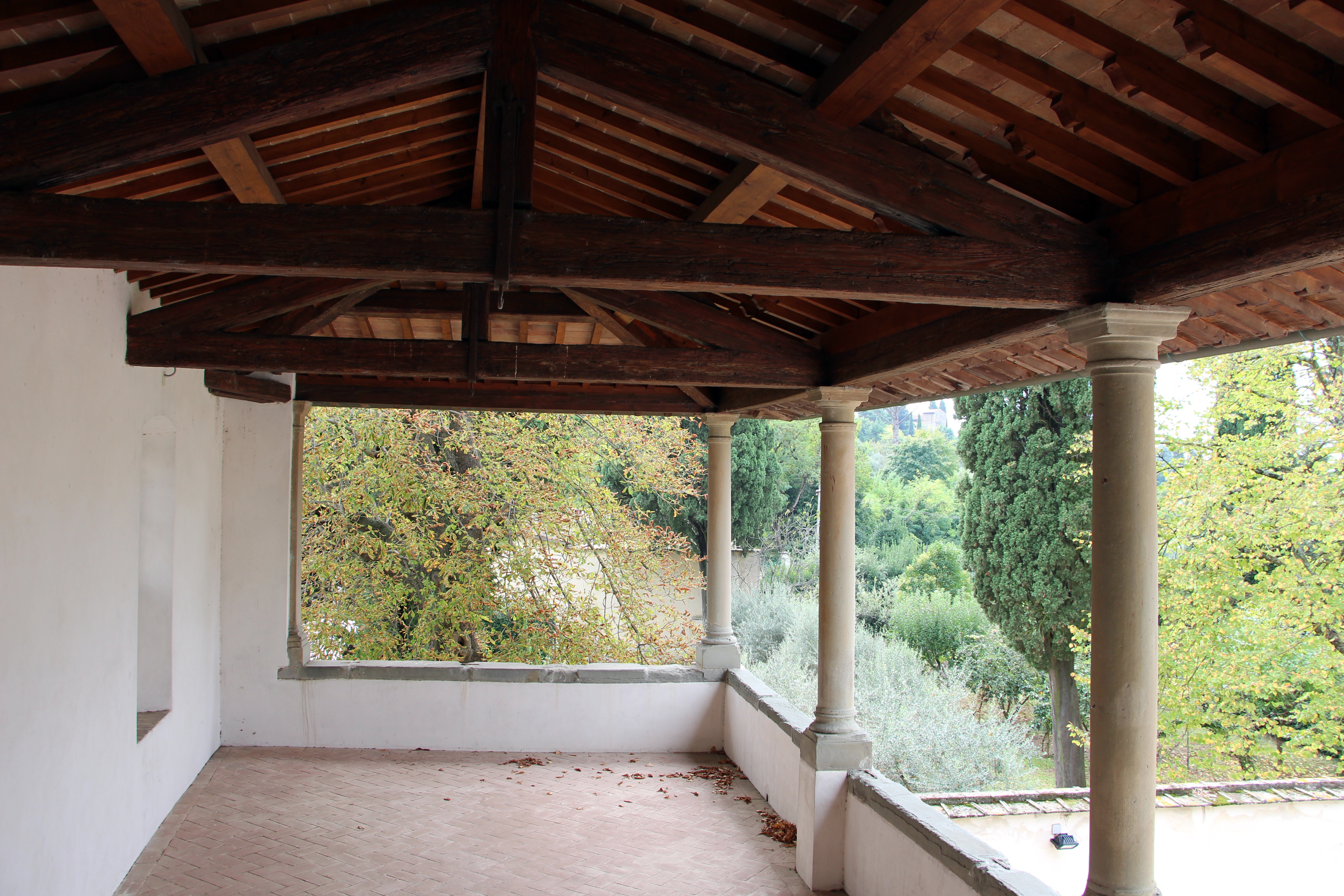
Vista dalla loggetta superiore

Questa residenza in affitto venne consigliata a Galileo dalla figlia Suor Maria Celeste (nata Virginia), che era monaca francescana nel convento di San Matteo in Arcetri con la sorella: i campi del convento e della villa infatti erano confinanti. Ci sono restate 124 lettere della figlia dirette a Galileo (le risposte dello scienziato invece furono probabilmente distrutte) ed è conservato anche l'inventario dei beni posseduti da Galileo nella villa dopo la sua morte (all'Archivio di Stato di Firenze). I libri di Galileo si trovano oggi alla Biblioteca Nazionale Centrale di Firenze e sono stati oggetto di un'esposizione in occasione delle celebrazioni galileiane del 2009. 
Qui Galileo visse dopo l'abiura (1633), confinato agli arresti domiciliari, e subì il sopravvenire della cecità (1638), continuando però a scrivere alcune delle sue opere più rilevanti. Nel 1634 sopportò la dolorosa perdita della figlia prediletta, ma continuò a lavorare ai Discorsi e dimostrazioni matematiche intorno a due nuove scienze, dove presentava le sue teorìe sulla resistenza dei materiali e sul moto.
Poco tempo dopo che Galileo si stabilì a Arcetri ricevette la visita di Ferdinando II de' Medici e anche del pittore Giusto Sustermans che dipinse il ritratto più celebre dello scienziato. Altri visitatori furono l'ambasciatore degli Stati d'Olanda (Galileo ebbe stampati molti dei suoi libri a Leida), il poeta inglese John Milton e il filosofo Thomas Hobbes. Spesso frequentava la villa l'allievo Castelli, mentre i giovani Vincenzo Viviani ed Evangelista Torricelli assistettero Galileo fino alla morte.

### Epoca moderna e contemporanea
Nei secoli successivi la villa ebbe vari proprietari: i Del Soldato, ai quali appartiene lo stemma sulla facciata, e le stesse monache di san Matteo, per le quali i Signori Otto apposero una targa sulla facciata che proibiva di ardire "a qualunque gioco di carte, di palla, palloncino, di ruzzola, et a qualunque altro simil gioco", pena severi provvedimenti. Nel 1788 il senatore Clemente Nelli fece apporre una lapide dedicata a Galileo sulla facciata, sulla quale nel 1843 venne collocato un busto dello scienziato entro una nicchia a cura dei proprietari di allora. Nel XIX l'edificio subì alcune trasformazioni soprattutto al piano superiore.  
Monumento nazionale dal 1920, fu in mano privata - proprietà degli eredi dell'onorevole Alessandro Legnazzi - fino al 1942, quando venne acquistata dallo Stato. Un lunghissimo restauro, iniziato nel 1986 e concluso nel 2008, ha permesso la riapertura al pubblico nel corso delle celebrazioni dell'Anno Galileiano nel 2009. 
Nei progetti c'era la creazione di una "Città di Galileo", che comprendesse anche l'Osservatorio astrofisico di Arcetri e la Torre del Gallo con annessi, ma il progetto è stato sospeso ed è in fase di ridiscussione.

## Descrizione

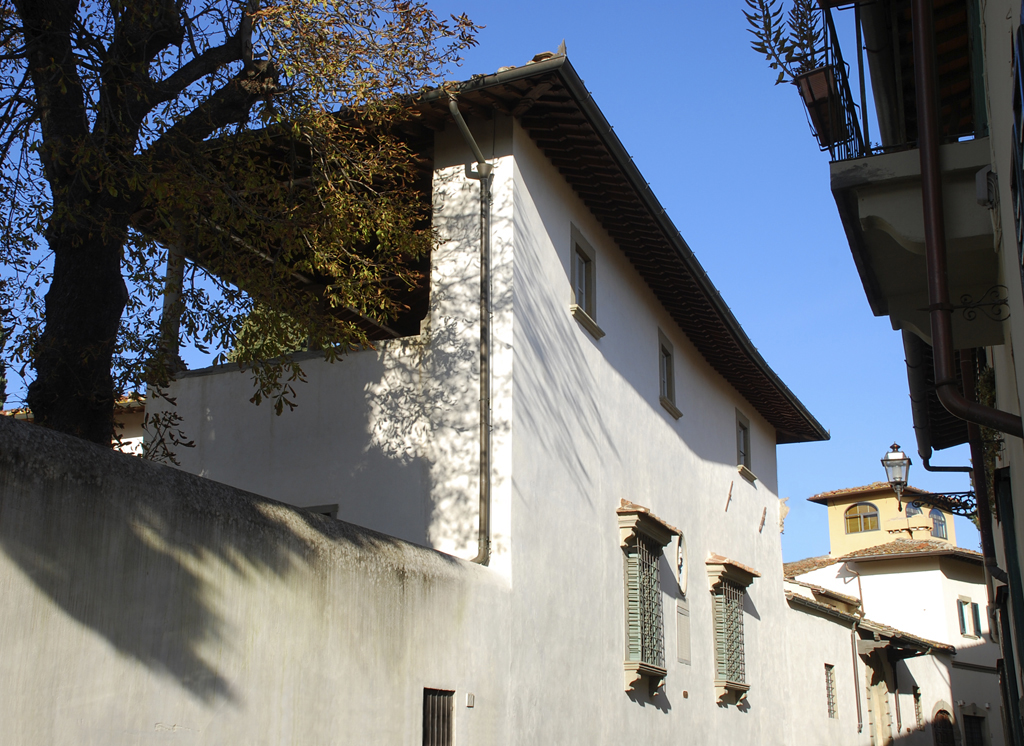
Il lato sulla strada, con la loggetta superiore

La villa ha una forma a "U", che abbraccia il cortile centrale, chiuso da un muro sul lato verso il podere. Il cortile presenta un loggiato a due ordini sui due lati corti, con colonne tuscaniche senza archi o volte. La facciata sulla strada è molto sobria, con alcune finestre quadrangolari con cornici di pietra serena. Qui si trova il busto dell'astronomo, con epigrafe, (1843) e un'altra lapide posta nel 1942.